# Erichthodes
Genre
Erichthodes est un genre néotropical de lépidoptères (papillons) de la famille des Nymphalidae et de la sous-famille des Satyrinae.

## Systématique
Le genre Erichthodes a été décrit par l'entomologiste allemand Walter Forster en 1964.
Son espèce type est Euptychia erichtho Butler, 1867, qui est un synonyme d'Erichthodes antonina (C. & R. Felder, [1867]).

## Liste des espèces
D'après FUNET Tree of Life (7 avril 2019) :
- Erichthodes antonina (C. & R. Felder, [1867]) — Brésil, Suriname, Trinité-et-Tobago, Guyane.
- Erichthodes arius (Weymer, 1911) — Bolivie.
- Erichthodes jovita (C. & R. Felder, 1867) — Colombie.
- Erichthodes julia (Weymer, 1911) — Colombie, Bolivie, Pérou.
- Erichthodes narapa (Schaus, 1902) — Brésil, Argentine.